# Chalcides polylepis
Espèce
Synonymes
- Chalcides ocellatus var. polylepis Boulenger, 1890

Statut de conservation UICN

 LC  : Préoccupation mineure
Chalcides polylepis est une espèce de sauriens de la famille des Scincidae.

## Répartition
Cette espèce se rencontre au Maroc et au Sahara occidental.

## Publication originale
- Boulenger, 1890 : On the varieties of Chalcides ocellatus, Forsk. Annals and magazine of natural history, sér. 6, vol. 5, p. 444-445 (texte intégral).